# Вулиця Володимира Янева
Вулиця Володимира Янева — вулиця у Франківському районі міста Львова, в місцевості Кульпарків. Починається від вулиці Володимира Великого та закінчується глухим кутом.

## Історія
Вулиця прокладена на початку 1930-х років та була частиною Дороги до закладу Кульпаркові, що прямувала до закладу для душевнохворих на Кульпаркові, від 1933 року — була частиною вулиці Закладової, під час німецької окупації, у 1943-1944 роках була частиною Кранкенгаусштрассе (укр. Госпітальна вул.). Після війни та встановлення у Львові радянської влади у липні 1944 року повернуто передвоєнну назву — вулиця Закладова. І вже за два роки, у 1946 році стала частиною вулиці Артема. 1990 року виділена в окрему вулицю та названо її на пошану українського письменника та громадського діяча Володимира Янева.

## Забудова
В забудові вулиці Володимира Янева переважає одноповерховий конструктивізм 1930-х, двоповерхова баракова забудова 1950-х років.
У 2013-2015 роках збудоване котеджне містечко «Паркове». На його території розташовані 29 двоповерхових котеджів (№ 5а-б, 7а-г, 9а-г, 11а-г, 16а-г, 18а-б, 20а-в, 22а-б, 24а-б, 28а-б), 3 малоповерхові будинки (№ 3, 15, 17) та дитячий майданчик. Поряд під № 21, 23, 25, 27, 29 зведено житлові багатоповерхові будинки, що входять до складу ЖК «Америка».